# 同步複雜度
同步複雜度（Synchronization complexity）是一種并行性軟體的量化屬性。同步複雜度分析程式碼，量測程式因為同步結構而產生額外的複雜度。同步複雜度在本質上可視為循環複雜度在多工軟體或多線性軟體上的延伸。

## 延伸閱讀
- Synchronization complexity（页面存档备份，存于）